# 蒋国秉
蒋国秉（1904年8月10日—1982年3月），又名国柄，字寶华，一字翼虎，中华民国大陆时期军事政治人物。浙江奉化人。蒋国秉是蒋介石的侄儿，是蒋介石同父异母兄蒋介卿之子。

## 生平
生于浙江寧波府奉化县（今宁波市奉化区）溪口镇。早年毕业于上海中山学校。后赴日本留学，学习现代军事，毕业于日本陆军士官学校第二十二期步兵科。于1929年10月入学，并于1931年7月毕业。历任中华民国陆军八十八师参谋（少校军衔），團附屬官（中校军衔）。因蒋中正提携，曾任江西第四區行政公署參議等職。
1949年，国共内战后移居台湾。1982年3月，因病逝世于台北。

## 家族
有一妹蒋华秀，嫁韦永成。韦永成是白崇禧的外甥。
蒋国秉随八十八师驻浙江镇海县（今宁波市镇海区）时，与一位女演员热恋，但遭到父亲蒋介卿反对。蒋国秉因此一度有精神问题。 后经家族撮合，与奉化羊头孙氏结婚。但不久因关系不和离婚。续娶奉化萧王庙孙益甫次女孙薇美。有一子四女，分别是子蒋孝伦，女蒋静娟，蒋志伦，蒋环伦，蒋明伦。